# Carmine Appice
Carmine Appice (Brooklyn, 1946. december 15. –) amerikai olasz rockdobos, Vinny Appice bátyja. Komolyzenei és dzsessz képzettsége jelentősen hozzájárult dobosi karrierjéhez. 1966-tól dobolt rockzenekarokban, először a Vanilla Fudge, majd a Cactus következett, amelynek révén a USA-ban nagy hírnévre tett szert, de az albumokat Angliában is ismerték. Példaképei Buddy Rich és Gene Krupa, csakúgy mint jóbarátjának, John Bonhamnek. Barátsága Bonhammel mindkét dobos számára alapvető jelentőségű volt a későbbiekben. Már 1972-ben könyvet adott ki The Realistic Rock Drum Method címmel, amely a rockzene minden alapvető témáját összefoglalja, a dobfelszerelés minden elemére külön kitérve. Ez a könyv a doboktatás reformját jelentette.

## Zenei pályafutása

### 1960-as/1970-es évek
Appice az 1960-as évek második felében tűnt fel a pszichedelikus rockegyüttes Vanilla Fudge dobosaként, ahol Tommy Bogert basszusgitárossal alkottak igen erős ritmusszekciót. Öt albumot készítettek 1969-ig, melyekkel világhírűvé váltak. A Led Zeppelin második és harmadik amerikai koncertturnéján legtöbbször ők voltak a főzenekar, és jó barátságba került a két együttes. Az utolsó Vanilla Fudge albumon (Rock & Roll, 1969) már érezhető a Led Zeppelin hatása, ugyanakkor a két erőteljes stílusú dobos is jó barátságba került. 1980-ban John Bonham halála után neve azok között volt, akikkel a Led Zeppelin folytatását elképzelhetőnek tartották.
A Vanilla Fudge utolsó koncertturnéján (1969 nyár) már köztudott volt, hogy a zenekar ebben a felállásban nem folytatja tovább. Appice és Bogert kiváltak, hogy Rusty Day énekessel és Jim McCarty gitárossal megalapítsák a rövid életű Cactus blues-rock négyest. 1972-ben Appice és Bogert újra továbblépett, és Jeff Beckkel folytatták a zenélést Beck, Bogert & Appice néven. A formáció két évvel később bomlott fel. Appice dobolt Jan Akkerman 1974-es albumán session-zenészként, majd a KGB nevű együttes tagja lett, ahol két albumot készített a következő években.
1977-ben Appice Rod Stewart zenekarához csatlakozott, akivel az énekes legsikeresebb korszakában egészen 1981-ig dolgozott együtt. Társszerzője volt néhány Rod Stewart-dalnak, mint például az Angliában és Amerikában egyaránt listavezető "Da Ya Think I'm Sexy?".

### 1980-as/1990-es évek
1981-ben jelent meg Carmine Appice első szólóalbuma Rockers címmel, amelyet amerikai és japán turné követett. Appice már Rod Stewart mellett is több előadó lemezén közreműködött session-zenészként, többek között Tommy Bolin, Paul Stanley, vagy Stanley Clarke szólóalbumain, de az 1980-as években is keresett session-dobos maradt. Játszott Ronnie Wood, Jeff Beck, Tim Bogert, Ted Nugent szólólemezein, valamint vendégként szerepelt a Pink Floyd A Momentary Lapse of Reason című albumán.
1982-ben a The Best of Vanilla Fudge című válogatásalbum megjelenésének okán újjáalakult a Vanilla Fudge, amelyben Carmine Appice is részt vett. 1984-ben új albumot rögzítettek, majd hamarosan ismét feloszlott az együttes. 1983-ban Ozzy Osbourne zenekarában játszott Appice a Bark at the Moon lemezbemutató turnéján. A Vanilla Fudge újbóli feloszlása után megalapította a King Kobra nevű együttesét, amely a korszak legnépszerűbb irányzatát, a glam metalt követte. A harmadik album megjelenése után lépett ki a zenekarból, és 1989-ben csatlakozott John Sykes csapatához, a Blue Murderhez, ahol 1993-ig játszott.
1993-tól a Joe Lynn Turner énekes nevével fémjelzett Mothers Army zenekarban dobolt két nagylemezen. 1996-ban és 1997-ben Carmine Appice's Guitar Zeus néven készített két albumot olyan társakkal, mint Tony Franklin basszusgitáros és Kelly Keeling énekes, valamint rengeteg neves gitáros közreműködésével (például Brian May, Yngwie J. Malmsteen, Ted Nugent, Paul Gilbert, Steve Morse vagy Ty Tabor).
1999-ben jelent meg Carmine Appice második szólóalbuma, a V-8, amelyen három dalban énekel is.

### 2000-es évek
Miután 1995-ben Appice újra kapcsolatba került az ex-Vanilla Fudge basszusgitáros Bogerttel, 1999-ben újjáalakították a zenekart, amely azóta is koncertezik. 2005-ben a szintén újjáalakult The Doors és steppenwolf együttesekkel turnéztak együtt, 2007-ben pedig kiadtak egy Led Zeppelin tribute albumot Out Through the in Door címmel.
2001-ben feltámasztották a King Kobra együttest, de egyetlen lemez után újra feloszlott a zenekar. 2004-től az SPV kiadó felkérésére Pat Travers gitáros/énekessel dolgozott együtt. Travers & Appice néven három nagylemezt adtak ki. 2006-ban Appice másik korai együttese, a Cactus is újjáalakult, és a visszatérő koncertek után új stúdióalbumot készítettek.
2006-ban megalapította a SLAMM ütőszenekart, amelyben négy fiatal dobossal szerepel együtt. A Modern Drummer magazin által rendezett 2008-as fesztiválon a SLAMM-mel és szólóban is fellépett. A SLAMM fellépése a fesztiválról kiadott DVD-n is látható.
2009-ben a Michael Schenker Group dobosaként koncertezett.
2010-ben újjáalakult a King Kobra.

## Társadalmi szerepvállalása
1981-ben Appice jótékonysági munkájának és oktatási tevékenységének elismeréseként Los Angeles polgármestere, Tom Bradley, abban az évben Carmine Appice Napnak nyilvánította május 23-át.
2005-ben hivatalos támogatója lett a Little Kids Rock nevű nonprofit szervezetnek, amely ingyenesen biztosít hangszereket és zenei oktatást a hátrányos helyzetű iskolák tanulóinak az Egyesült Államokban. Appice személyesen vesz részt a programban, hangszereket szállít a gyerekeknek, fellép a szervezet által tartott jótékonysági koncerteken, valamint tagja az igazgatótanácsnak is.

## Diszkográfia

### Vanilla Fudge
- Vanilla Fudge (1967)
- The Beat Goes On (1968)
- Renaissance (1968)
- Near the Beginning (1969)
- Rock & Roll (1970)
- The Best of Vanilla Fudge (1982) – válogatás
- Mystery (1984)
- The Best of Vanilla Fudge Live (1991) – koncertválogatás
- Psychedelic Sundae (1993) – válogatás
- The Return / Then and Now (2002) – újravett dalok, feldolgozások
- Out Through the in Door (2008) – Led Zeppelin tribute

### Cactus
- Cactus (1970)
- One Way...Or Another (1971)
- Restrictions (1971)
- 'Ot 'N' Sweaty (1972)
- Cactology: The Cactus Collection (1996) – válogatás
- Barely Contained: The Studios Sessions (2004) – válogatás
- Fully Unleashed: The Live Gigs (2004) – koncertválogatás
- Cactus V (2006)

### Beck, Bogert & Appice
- Beck, Bogert & Appice (1973)
- Live in Japan (1974)

### KGB
- KGB (1975)
- Motion (1976)

### Rod Stewart
- Foot Loose and Fancy Free (1977)
- Blondes Have More Fun (1978)
- Foolish Behaviour (1980)
- Tonight I'm Yours (1981)

### Carmine Appice
- Rockers (1981)
- V-8 (1999)

### DNA
- Party Tested (1983)

### King Kobra
- Ready to Strike (1985)
- Thrill of a Lifetime (1986)
- King Kobra III (1988)
- The Lost Years (1999) – válogatás
- Hollywood Trash (2001)

### Blue Murder
- Blue Murder (1989)
- Nothin' But Trouble (1993)

### Mothers Army
- Mothers Army (1993)
- Planet Earth (1997)

### Carmine Appice's Guitar Zeus
- Guitar Zeus (1996)
- Guitar Zeus II (1997)
- Ultimate Guitar Zeus (2006) – válogatás

### Char, Bogert & Appice
- CBA Live (2000) – koncert

### Derringer/Bogert/Appice
- Doin' Business As (2001)

### Travers & Appice
- It Takes a Lot of Balls (2004)
- Live at the House of Blues (2005) – koncert
- Bazooka (2006)

### Vendégszereplései
- 1974: Jan Akkerman – Tabernakel
- 1975: Flash Fearless vs The Zorg Women – musical
- 1976: Bo Diddley – 20th Anniversary of Rock N' Roll
- 1976: Tommy Bolin – Private Eyes
- 1978: Stanley Clarke – Modern Man
- 1978: Paul Stanley – Paul Stanley
- 1978: Les Dudek – Ghost Town Parade
- 1980: Eddie Money – Playing for Keeps
- 1980: Eric Carmen – Tonight You're Mine
- 1981: Ronnie Wood – 1234
- 1982: Ted Nugent – Nugent
- 1983: Chris Mancini – No Strings
- 1983: Tim Bogert – Master's Brew
- 1985: Jeff Beck - Flash
- 1987: Pink Floyd – A Momentary Lapse of Reason – a "Dogs of War" dalban[11]
- 1992: Jeff Watson – Lone Ranger
- 1993: Brad Gillis – Gilrock Ranch
- 1995: Pappo's Blues – Caso Cerrado
- 1996: Marty Friedman – True Obsessions
- 1997: Pearl – Pearl
- 1997: Tommy Bolin – Bottom Shelf
- 1997: Dragon Attack: A Tribute to Queen – tribute album
- 2001: Cozy Powell Forever – tribute album
- 2002: Anita – Skill and a Shout It Lets Out
- 2004: Danny Johnson – Over Cloud Nine
- 2004: Stuart Smith – Heaven and Earth